# Ubayd-Al·lah ibn Ziyad
Abu-Hafs Ubayd-Al·lah ibn Ziyad ibn Abihi (àrab: أبو حفص عبيد الله بن زياد بن أبيه, Abū Ḥafṣ ʿUbayd Allāh b. Ziyād b. Abīhi), més conegut senzillament com Ubayd-Al·lah ibn Ziyad (Bàssora, 648 - riu Khazir, 6 d'agost de 686), fou un governador omeia de Bàssora, de Kufa i de les terres orientals.
Era fill de Ziyad ibn Abihi. A la mort del seu pare vers el 673, fou nomenat pel califa omeia com a governador del Khurasan on en els darrers anys el seu pare havia tingut tres governadors delegats i hauria assolit el càrrec el 674; a l'any següent (674) el califa el va designar també com a governador de Bàssora, on va governar des de 675. El 680 se li va afegir el govern de Kufa. Ubayd Allah va sufocar (octubre del 680) la revolta d'al-Hussayn ibn Alí ibn Abi-Tàlib el que el va convertir en la bèstia negra dels xiïtes. La primera expedició àrab al darrere de l'Oxus, dirigida per Ubayd-Al·lah ibn Ziyad va arribar a Bukharà el 674.
El govern a Bàssora era complicat i en la confusió de la mort de Yazid ibn Muàwiya (680–683) va haver de contemporitzar amb els àixraf dels que fin i tot va arribar a tenir la baya però no es va poder sostenir i fou expulsat de la ciutat pels àixraf fugint a Síria on va aportar el seu suport a Marwan ibn al-Hakam pel que va combatre a la batalla de Marj ar-Ràhit; després va servir el seu fill Abd-al-Màlik ibn Marwan (685); fou el general responsable (tot i que no directe) de la victòria sobre els Tawwabun, en què Sulayman ibn Súrad i els seus homes foren massacrats a Ras al-Ayn, tradicionalment datada el 4 a 6 de gener del 685 però que segurament no va tenir lloc almenys fins al maig.
El general Ubayd-Al·lah va atacar Kufa (d'Ibn az-Zubayr) i Bàssora, però no les va poder ocupar (maig del 685). A Kufa es va revoltar el cap xiïta al-Mukhtar ibn Abi-Ubayd ath-Thaqafí, antic servidor del califa Alí ibn Abi-Tàlib, que es va proclamar imam. Ubayd-Al·lah els va atacar i es va lliurar una batalla indecisa (juliol del 686); però el general fou derrotat poc després a una batalla decisiva a la vora del riu Khazir (agost del 686) pel general Ibrahim ibn al-Àixtar, al servei d'Ibn az-Zubayr, i Iraq va quedar en mans d'Ibn az-Zubayr i els seus generals Mússab, Ibrahim ibn al-Àixtar i al-Muhàl·lab ibn Abi-Sufra. Aquest darrer, comandant de Bàssora, va derrotar al-Mukhtar de Kufa a Harura l'abril del 687 i va ocupar la ciutat en nom d'Ibn az-Zubayr.